# Wereldkampioenschappen wielrennen 2005 - Wegrit mannen elite
De 72e editie van de wegrit voor mannen elite op de wereldkampioenschappen wielrennen werd gehouden op 25 september 2005. De wedstrijd was de afsluiter van de wereldkampioenschappen wielrennen 2005.

## Startlijst
Spanje
- 1. Igor Astarloa
- 2. David Blanco
- 3. Juan Antonio Flecha
- 4. Francisco Mancebo
- 5. Miguel Ángel Martín
- 6. Óscar Pereiro
- 7. Marcos Serrano
- 8. Alejandro Valverde
- 9. Constantino Zaballa

 Duitsland
- 10. Rolf Aldag
- 11. Markus Fothen
- 12. Jörg Jaksche
- 13. Matthias Kessler
- 14. Andreas Klier
- 15. Sebastian Lang
- 16. Jens Voigt
- 17. Fabian Wegmann
- 18. Erik Zabel

 Italië
- 19. Daniele Bennati
- 20. Lorenzo Bernucci
- 21. Paolo Bettini
- 22. Giovanni Lombardi
- 23. Luca Paolini
- 24. Alessandro Petacchi
- 25. Filippo Pozzato
- 26. Matteo Tosatto
- 27. Marco Velo

 Australië
- 28. Baden Cooke
- 29. Allan Davis
- 30. Cadel Evans
- 31. Simon Gerrans
- 32. Mathew Hayman
- 33. Brett Lancaster
- 34. Robbie McEwen
- 35. Michael Rogers
- 36. Henk Vogels

 Nederland
- 37. Michael Boogerd
- 38. Thomas Dekker
- 39. Karsten Kroon
- 40. Koos Moerenhout
- 41. Joost Posthuma
- 42. Bram Tankink
- 43. Léon van Bon
- 44. Max van Heeswijk
- 45. Pieter Weening

 Verenigde Staten
- 46. John Lieswyn
- 47. Pat McCarty
- 48. Jason McCartney
- 49. Saul Raisin
- 50. Fred Rodriguez
- 51. Guido Trenti
- 52. Christian Vande Velde
- 53. Phil Zajicek

 Luxemburg
- 54. Kim Kirchen

 Denemarken
- 55. Lars Ytting Bak
- 56. Lars Michaelsen
- 57. Jakob Piil

 Kazachstan
- 58. Asan Bazajev
- 59. Maksim Goerov
- 60. Maksim Iglinski
- 61. Andrej Kasjetsjkin
- 62. Andrej Mizoerov
- 63. Dmitri Moeravjov
- 64. Aleksandr Vinokoerov
- 65. Sergej Jakovlev

 Colombia
- 66. Leonardo Duque
- 67. Luis Laverde
- 68. Juan Carlos López

 Rusland
- 69. Vladimir Jefimkin
- 70. Vladimir Goesev
- 71. Sergej Ivanov
- 72. Aleksandr Kolobnev
- 73. Denis Mensjov
- 74. Jevgeni Petrov

 Zwitserland
- 75. Michael Albasini
- 76. Roger Beuchat
- 77. Patrick Calcagni
- 78. Fabian Cancellara
- 79. Aurélien Clerc
- 80. Martin Elmiger
- 81. Grégory Rast
- 82. Steffen Wesemann
- 83. Markus Zberg

 Estland
- 84. Jaan Kirsipuu

 Oekraïne
- 85. Andrij Hryvko
- 86. Mychajlo Chalilov
- 87. Denys Kostjoek

 België
- 88. Mario Aerts
- 89. Tom Boonen
- 90. Wilfried Cretskens
- 91. Stijn Devolder
- 92. Philippe Gilbert
- 93. Björn Leukemans
- 94. Nick Nuyens
- 95. Peter Van Petegem
- 96. Marc Wauters

 Frankrijk
- 97. Laurent Brochard
- 98. Jimmy Casper
- 99. Sylvain Chavanel
- 100. Carlos Da Cruz
- 101. Anthony Geslin
- 102. Christophe Kern
- 103. Christophe Le Mével
- 104. Jean-Patrick Nazon
- 105. Cédric Vasseur

 Polen
- 106. Bartosz Huzarski
- 107. Piotr Mazur
- 108. Robert Radosz
- 109. Marek Rutkiewicz
- 110. Piotr Wadecki
- 111. Jarosław Zarębski

 Slovenië
- 112. Janez Brajkovič
- 113. Andrej Hauptman
- 114. Mitja Mahorič
- 115. Matej Mugerli
- 116. Uroš Murn
- 117. Gorazd Štangelj

 Argentinië
- 118. Guillermo Bongiorno
- 119. Alejandro Borrajo
- 120. Anibal Borrajo
- 121. Gerardo Fernández
- 122. Martín Garrido
- 123. Matias Medici

 Verenigd Koninkrijk
- 124. Stephen Cummings
- 125. Roger Hammond
- 126. Robin Sharman
- 127. Tom Southam
- 128. Charles Wegelius
- 129. Bradley Wiggins

 Tsjechië
- 130. René Andrle
- 131. Petr Bencik
- 132. Jan Hruška
- 133. Ondřej Sosenka
- 134. Ján Svorada

 Brazilië
- 135. MacDonald Fernandes
- 136. Murilo Fischer
- 137. Marcio May
- 138. Antonio Nascimento
- 139. Pedro Nicacio
- 140. Luciano Pagliarini

 Portugal
- 141. Helder Miranda
- 142. Bruno Neves
- 143. Bruno Pires
- 144. Hugo Sabido
- 145. Pedro Soeiro

 Zuid-Afrika
- 146. Ryan Cox
- 147. George David
- 148. Rodney Green
- 149. Ian McLeod
- 150. James Lewis Perry

 Iran
- 151. Saeiditanha Abbas
- 152. Hossein Askari
- 153. Ahad Kazemisarai
- 154. Ghader Mizbani
- 155. Mahdi Sohrabi
- 156. Amir Zargary

 Canada
- 157. Michael Barry
- 158. Ryder Hesjedal
- 159. François Parisien

 Litouwen
- 160. Linas Balčiūnas
- 161. Mindaugas Goncaras
- 162. Tomas Vaitkus

 Wit-Rusland
- 163. Aljaksandr Koetsjynski
- 164. Kanstantsin Siwtsow
- 165. Aljaksandr Oesaw

 Japan
- 166. Koji Fukushima
- 167. Shinichi Fukushima
- 168. Makoto Iijima

 Zweden
- 169. Magnus Bäckstedt
- 170. Marcus Ljungqvist
- 171. Thomas Lövkvist

 Ierland
- 172. David McCann
- 173. David O'Loughlin
- 174. Mark Scanlon

 Slowakije
- 175. Martin Prázdnovský
- 176. Martin Riška
- 177. Jan Valach

 Oezbekistan
- 178. Sergej Lagoetin
- 179. Rafael Noeritdinov
- 180. Denis Shkarpeta

 Letland
- 181. Raivis Belohvoščiks
- 182. Aleksejs Saramotins

 Bulgarije
- 183. Evgeni Gerganov
- 184. Krasimir Vasilev

 Oostenrijk
- 185. Bernhard Eisel
- 186. René Haselbacher
- 187. Peter Wrolich

 Nieuw-Zeeland
- 188. Julian Dean
- 189. Greg Henderson
- 190. Fraser Mac Master

 Noorwegen
- 191. Thor Hushovd

 Kroatië
- 192. Matija Kvasina

 Venezuela
- 193. Honorio Machado

## Uitslag
| Plaats | Naam                | Tijd     |
| ------ | ------------------- | -------- |
| Goud   | Tom Boonen          | 6u26'10" |
| Zilver | Alejandro Valverde  | z.t.     |
| Brons  | Anthony Geslin      | z.t.     |
| 4      | Marcus Ljungqvist   | z.t.     |
| 5      | Murilo Fischer      | z.t.     |
| 6      | Jakob Piil          | z.t.     |
| 7      | Aleksandr Kolobnev  | z.t.     |
| 8      | Andreas Klier       | z.t.     |
| 9      | Julian Dean         | z.t.     |
| 10     | Martin Elmiger      | z.t.     |
| 11     | Janez Brajkovič     | z.t.     |
| 12     | Steffen Wesemann    | z.t.     |
| 13     | Paolo Bettini       | z.t.     |
| 14     | Grégory Rast        | z.t.     |
| 15     | Thomas Dekker       | z.t.     |
| 16     | Constantino Zaballa | z.t.     |
| 17     | Koos Moerenhout     | z.t.     |
| 18     | Michael Boogerd     | z.t.     |
| 19     | Laurent Brochard    | z.t.     |
| 20     | Gorazd Stangelj     | z.t.     |

1927 · 
1928 · 
1929 · 
1930 · 
1931 · 
1932 · 
1933 · 
1934 · 
1935 · 
1936 · 
1937 · 
1938 · 
1946 · 
1947 · 
1948 · 
1949 · 
1950 · 
1951 · 
1952 · 
1953 · 
1954 · 
1955 · 
1956 · 
1957 · 
1958 · 
1959 · 
1960 · 
1961 · 
1962 · 
1963 · 
1964 · 
1965 · 
1966 · 
1967 · 
1968 · 
1969 · 
1970 · 
1971 · 
1972 · 
1973 · 
1974 · 
1975 · 
1976 · 
1977 · 
1978 · 
1979 · 
1980 · 
1981 · 
1982 · 
1983 · 
1984 · 
1985 · 
1986 · 
1987 · 
1988 · 
1989 · 
1990 · 
1991 · 
1992 · 
1993 · 
1994 · 
1995 · 
1996 · 
1997 · 
1998 · 
1999 · 
2000 · 
2001 · 
2002 · 
2003 · 
2004 · 
2005 · 
2006 · 
2007 · 
2008 · 
2009 ·
2010 · 
2011 · 
2012 · 
2013 · 
2014 · 
2015 · 
2016 · 
2017 · 
2018 · 
2019 · 
2020 · 
2021 · 
2022 · 
2023 · 
2024 · 
2025